# 1571 en arts plastiques
| Années des arts plastiques : 1568 - 1569 - 1570 - 1571 - 1572 - 1573 - 1574    |
| Décennies des arts plastiques : 1540 - 1550 - 1560 - 1570 - 1580 - 1590 - 1600 |

Cette page concerne l'année 1571 en arts plastiques.

## Œuvres

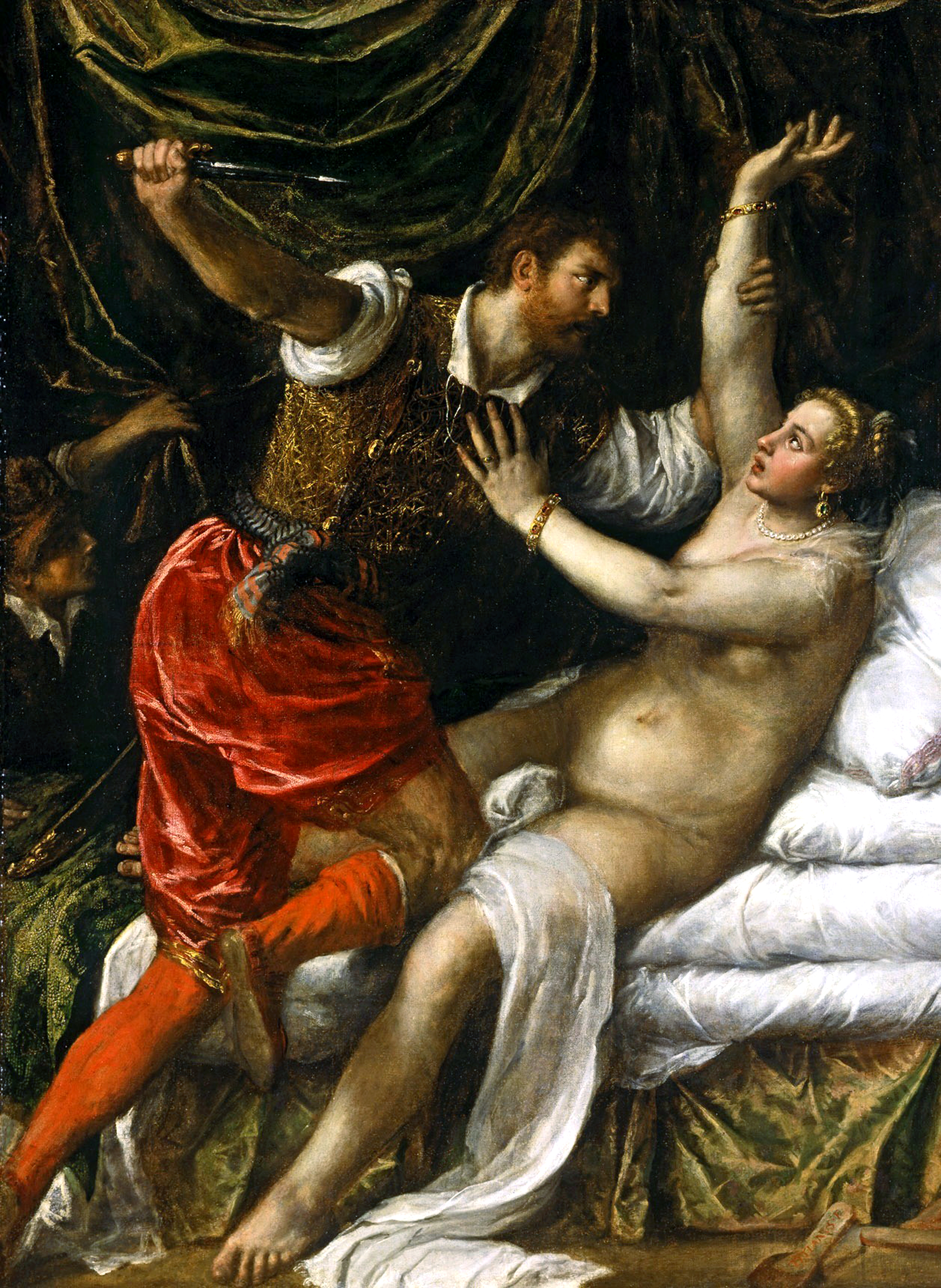
Tarquin et Lucrèce, du Titien.

## Naissances
- 1er janvier : Rutilio Manetti, peintre italien de l'école siennoise († 22 juillet 1639),
- 13 janvier : Carlo Antonio Procaccini, peintre italien († 1630),
- 19 janvier : Germain Gaultier, sculpteur puis architecte français († 11 mars 1624),
- 6 avril : Giulio Parigi, peintre, graveur et architecte italien de l'école florentine († 13 juillet 1635),
- 21 avril : Jacob van Swanenburgh, peintre, dessinateur et marchand d'art néerlandais († 16 octobre 1638),
- 1er juillet : Jan Harmensz Muller, peintre, dessinateur, et graveur néerlandais († 18 avril 1628),
- 21 septembre : Anastasio Fontebuoni,  peintre baroque florentin italien († 10 juillet 1626),
- 29 septembre : Le Caravage (Michelangelo Merisi),  peintre italien († 18 juillet 1610),
- 15 octobre : Jacob Matham, graveur et dessinateur des Pays-Bas espagnols puis des Provinces-Unies († 20 janvier 1631),

- ? :
  - Bernardino Cesari, peintre italien de l'école napolitaine († 30 juin 1622),
  - Guillaume Dumée, peintre français († 1646),
  - Pieter van den Keere, graveur et cartographe néerlandais († vers 1646),
  - Paulus Moreelse, peintre et architecte néerlandais († 6 mars 1638),
  - Jacob van Swanenburgh, peintre néerlandais, maître de Rembrandt († 1638),

- Vers 1571 :
  - Antiveduto Grammatica, peintre baroque italien († 13 avril 1626),
  - Santiago Morán, peintre espagnol († 1626).

## Décès
- 13 février : Benvenuto Cellini, dessinateur, orfèvre, fondeur, médailleur, sculpteur et écrivain italien (° novembre 1500),
- 7 mai : Anton van den Wyngaerde, dessinateur flamand (° 1525),
- 15 juillet : Giovanni Francesco Bezzi dit il Nosadella, peintre et graveur maniériste italien de l'école bolonaise (° 1530),
- ? :
  - Pompeo Cesura, peintre italien (° ?),
  - Maso da San Friano, peintre italien de l'école florentine du Cinquecento (° 1531),
  - Lambert van Noort, peintre d'histoire, architecte, dessinateur de cartons de tapisseries et de vitraux flamand (° 1520).